# Jessica Gallagher
Jessica Gallagher (nascida em 14 de março de 1986) é uma ciclista paralímpica australiana. Representou Austrália no ciclismo dos Jogos Paralímpicos de Verão de 2016, realizados no Rio de Janeiro, Brasil, onde conquistou a medalha de bronze na prova de 1 km contrarrelógio em pista.